# 乔氏新银鱼
乔氏新银鱼（学名：Neosalanx jordani）为輻鰭魚綱胡瓜魚目银鱼科新银鱼属的鱼类。分布于朝鲜西海和南海沿岸及日本以及黄海北部辽宁省东海岸等，體長可達5.8公分，棲息在底層水域，會進行洄游，生活習性不明。该物种的模式产地在朝鲜鸭绿江、清川江、洛东江。